# Sandjöchl
Der Sattel Sandjöchl (italienisch Passo del Santicolo) ist ein 2165 m s.l.m. hoher Einschnitt im östlichen Hauptkamm der Stubaier Alpen (auch Brennergrenzkamm), der das Pflerschtal in Südtirol im Süden mit dem Obernbergtal in Tirol im Norden verbindet. Seit dem Inkrafttreten des Vertrags von Saint-Germain 1920 verläuft hier die Grenze zwischen Italien und Österreich.
Das Sandjöchl ist der einzige Übergang im Grenzkamm, der auf italienischer Seite direkt über eine teilasphaltierte Straße, eine alte Militärstraße des Vallo Alpino, zugänglich und deshalb bei Mountain-Bikern beliebt ist.
Auf der Nordseite führt ein Wanderweg nach Obernberg am Brenner.